# Oregon Route 244
Az Oregon Route 244 (OR-244) egy oregoni állami országút, amely kelet–nyugati irányban a U.S. Route 395 Ukiah-től nyugatra fekvő elágazásától az Interstate 84 és a 30-as szövetségi országút közös szakaszának Hilgardtól délre eső csomópontjáig halad.
A szakasz Ukiah–Hilgard Highway No. 341 néven is ismert.

## Leírás
A nyomvonal Ukiah-től nyugatra, a US-395 elágazásánál kezdődik keleti irányban. A granite-i kereszteződés után az út északkeleti irányban hagyja el a települést, majd az Umatilla Nemzeti Erdőbe érkezik. A pálya Camp Elkanah-nál S-alakban kanyarodik, majd északkelet felé kanyarogva az I-84 és a US-30 közös szakaszának Hilgardtól délre fekvő csomópontjához érkezik.